# Uruguayaans voetbalelftal in 1995
Het Uruguayaans voetbalelftal speelde in totaal zeventien interlands in het jaar 1995, waaronder zes duels bij de strijd om de Copa América in eigen land. Daar won de ploeg van bondscoach Héctor Núñez voor de vijftiende keer de titel door Brazilië in de finale na strafschoppen (5-3) te verslaan. Op de FIFA-wereldranglijst steeg Uruguay in 1995 van de 37ste (januari 1995) naar de 32ste plaats (december 1995).

## Balans
| Wedstrijden | Wedstrijden | Wedstrijden | Wedstrijden | Doelpunten | Doelpunten | Doelpunten | Punten |
| Gespeeld    | Winst       | Gelijk      | Verlies     | Voor       | Tegen      | Saldo      | Punten |
| ----------- | ----------- | ----------- | ----------- | ---------- | ---------- | ---------- | ------ |
| 17          | 6           | 6           | 5           | 27         | 19         | +8         | 1.058  |

## Interlands
|                                    |                                  |       |                                         |                                                                                      |
| 18 januari Vriendschappelijk № 596 | Spanje                           | 2 – 2 | Uruguay                                 | Estadio Riazor, La Coruña Toeschouwers: 18.000 Scheidsrechter: Atanas Ouzounov (BUL) |
| 18 januari Vriendschappelijk № 596 | Juan Antonio Pizzi 2' Donato 81' |       | 18' Daniel Fonseca 35' Pablo Bengoechea | Estadio Riazor, La Coruña Toeschouwers: 18.000 Scheidsrechter: Atanas Ouzounov (BUL) |

|                                    |                   |       |         |                                                                                          |
| 1 februari Vriendschappelijk № 597 | Mexico            | 1 – 0 | Uruguay | Jack Murphy Stadium, San Diego Toeschouwers: 19.000 Scheidsrechter: Arturo Angeles (USA) |
| 1 februari Vriendschappelijk № 597 | Eustacio Rizo 19' |       |         | Jack Murphy Stadium, San Diego Toeschouwers: 19.000 Scheidsrechter: Arturo Angeles (USA) |

|                                  |                                       |       |                      |                                                                                              |
| 22 maart Vriendschappelijk № 598 | Colombia                              | 2 – 1 | Uruguay              | Estadio Anastasio Girardot, Medellín Toeschouwers: 30.000 Scheidsrechter: Felipe Russi (COL) |
| 22 maart Vriendschappelijk № 598 | Wilmer Cabrera 20' Jorge Bermúdez 87' |       | 53' Osvaldo Canobbio | Estadio Anastasio Girardot, Medellín Toeschouwers: 30.000 Scheidsrechter: Felipe Russi (COL) |

|                                  |                                  |       |                                     |                                                                                |
| 25 maart Vriendschappelijk № 599 | Verenigde Staten                 | 2 – 2 | Uruguay                             | Cotton Bowl, Dallas Toeschouwers: 12.242 Scheidsrechter: Antonio Marrufo (MEX) |
| 25 maart Vriendschappelijk № 599 | John Kerr 8' Earnest Stewart 67' |       | 75' Marcelo Otero 84' Gustavo Poyet | Cotton Bowl, Dallas Toeschouwers: 12.242 Scheidsrechter: Antonio Marrufo (MEX) |

|                                  |          |       |         |                                                                                |
| 29 maart Vriendschappelijk № 600 | Engeland | 0 – 0 | Uruguay | Wembley Stadium, Londen Toeschouwers: 34.849 Scheidsrechter: Helmut Krug (GER) |
| 29 maart Vriendschappelijk № 600 |          |       |         | Wembley Stadium, Londen Toeschouwers: 34.849 Scheidsrechter: Helmut Krug (GER) |

|                                  |                    |       |         |                                                                                        |
| 31 maart Vriendschappelijk № 601 | Joegoslavië        | 1 – 0 | Uruguay | Crvena Zvezda Stadion, Belgrado Toeschouwers: 28.000 Scheidsrechter: Sándor Puhl (HUN) |
| 31 maart Vriendschappelijk № 601 | Savo Milošević 71' |       |         | Crvena Zvezda Stadion, Belgrado Toeschouwers: 28.000 Scheidsrechter: Sándor Puhl (HUN) |

|                            |                             |       |      |                                                                                            |
| 5 april Copa El Inca № 602 | Uruguay                     | 1 – 0 | Peru | Estadio Centenario, Montevideo Toeschouwers: 10.000 Scheidsrechter: Gustavo Gallesio (URU) |
| 5 april Copa El Inca № 602 | Pablo Bengoechea 58' (pen.) |       |      | Estadio Centenario, Montevideo Toeschouwers: 10.000 Scheidsrechter: Gustavo Gallesio (URU) |

|                                 | |       |               |                                                                                                |
| 25 juni Vriendschappelijk № 603 | Uruguay | 7 – 0 | Nieuw-Zeeland | Estadio General José Artigas, Paysandú Toeschouwers: 20.000 Scheidsrechter: Daniel Bello (URU) |
| 25 juni Vriendschappelijk № 603 | Daniel Fonseca 1' Daniel Fonseca 31' Rubén Sosa 38' Nelson Abeijón 60' Darío Silva 80' Osvaldo Canobbio 83' Sergio Martínez 88' |       |               | Estadio General José Artigas, Paysandú Toeschouwers: 20.000 Scheidsrechter: Daniel Bello (URU) |

|                                 |                                         |       |                                        |                                                                                             |
| 28 juni Vriendschappelijk № 604 | Uruguay                                 | 2 – 2 | Nieuw-Zeeland                          | Estadio Atilio Paiva Olivera, Rivera Toeschouwers: 27.000 Scheidsrechter: Julio Matto (URU) |
| 28 juni Vriendschappelijk № 604 | Enzo Francescoli 9' Sergio Martínez 55' |       | 21' Darren McClennan 80' Chris Jackson | Estadio Atilio Paiva Olivera, Rivera Toeschouwers: 27.000 Scheidsrechter: Julio Matto (URU) |

| Copa América 1995 |
| ----------------- |

|                                   |                                                                                    |       |                   |                                                                                               |
| 5 juli Copa América Groep A № 605 | Uruguay                                                                            | 4 – 1 | Venezuela         | Estadio Centenario, Montevideo Toeschouwers: 32.000 Scheidsrechter: Salvador Imperatore (CHI) |
| 5 juli Copa América Groep A № 605 | Daniel Fonseca 14' Marcelo Otero 25' Enzo Francescoli 76' (pen.) Gustavo Poyet 84' |       | 52' José Dolgetta | Estadio Centenario, Montevideo Toeschouwers: 32.000 Scheidsrechter: Salvador Imperatore (CHI) |

|                                   |                      |       |          |                                                                                          |
| 9 juli Copa América Groep A № 606 | Uruguay              | 1 – 0 | Paraguay | Estadio Centenario, Montevideo Toeschouwers: 45.000 Scheidsrechter: Márcio Rezende (BRA) |
| 9 juli Copa América Groep A № 606 | Enzo Francescoli 14' |       |          | Estadio Centenario, Montevideo Toeschouwers: 45.000 Scheidsrechter: Márcio Rezende (BRA) |

|                                    |                       |       |                 |                                                                                            |
| 13 juli Copa América Groep A № 607 | Uruguay               | 1 – 1 | Mexico          | Estadio Centenario, Montevideo Toeschouwers: 15.000 Scheidsrechter: Javier Castrilli (ARG) |
| 13 juli Copa América Groep A № 607 | Marcelo Saralegui 79' |       | 68' Luis García | Estadio Centenario, Montevideo Toeschouwers: 15.000 Scheidsrechter: Javier Castrilli (ARG) |

|                                        |                                     |       |                   |                                                                                         |
| 16 juli Copa América Kwartfinale № 608 | Uruguay                             | 2 – 1 | Bolivia           | Estadio Centenario, Montevideo Toeschouwers: 45.000 Scheidsrechter: Alfredo Rodas (ECU) |
| 16 juli Copa América Kwartfinale № 608 | Marcelo Otero 2' Daniel Fonseca 30' |       | 71' Óscar Sánchez | Estadio Centenario, Montevideo Toeschouwers: 45.000 Scheidsrechter: Alfredo Rodas (ECU) |

|                                         |                                        |       |          |                                                                                         |
| 19 juli Copa América Halve finale № 609 | Uruguay                                | 2 – 0 | Colombia | Estadio Centenario, Montevideo Toeschouwers: 20.000 Scheidsrechter: Félix Benegas (PAR) |
| 19 juli Copa América Halve finale № 609 | Edgardo Adinolfi 51' Marcelo Otero 70' |       |          | Estadio Centenario, Montevideo Toeschouwers: 20.000 Scheidsrechter: Félix Benegas (PAR) |

|                                   |                                                                                       |       |                                  |                                                                                                |
| 23 juli Copa América Finale № 610 | Uruguay                                                                               | 1 – 1 | Brazilië                         | Estadio Centenario, Montevideo Toeschouwers: 70.000 Scheidsrechter: Arturo Brizio Carter (MEX) |
| 23 juli Copa América Finale № 610 | Pablo Bengoechea 50'                                                                  |       | 30' Túlio                        | Estadio Centenario, Montevideo Toeschouwers: 70.000 Scheidsrechter: Arturo Brizio Carter (MEX) |
| 23 juli Copa América Finale № 610 | Strafschoppen                                                                         |       |                                  | Estadio Centenario, Montevideo Toeschouwers: 70.000 Scheidsrechter: Arturo Brizio Carter (MEX) |
| 23 juli Copa América Finale № 610 | Enzo Francescoli Pablo Bengoechea José Oscar Herrera Alvaro Gutiérrez Sergio Martínez | 5 – 3 | Roberto Carlos Zinho Túlio Dunga | Estadio Centenario, Montevideo Toeschouwers: 70.000 Scheidsrechter: Arturo Brizio Carter (MEX) |

|  |  |  |  |  |  |  |  |  |

|                                      |                                             |       |                   |                                                                                      |
| 20 september Vriendschappelijk № 611 | Israël                                      | 3 – 1 | Uruguay           | Teddi Kollek Stadion, Jeruzalem Toeschouwers: 9.000 Scheidsrechter: Amit Klein (ISR) |
| 20 september Vriendschappelijk № 611 | Eli Ohana 33' Reuven Atar 57' Eli Driks 79' |       | 64' Marcelo Otero | Teddi Kollek Stadion, Jeruzalem Toeschouwers: 9.000 Scheidsrechter: Amit Klein (ISR) |

|                                    |                         |       |         |                                                                                      |
| 11 oktober Vriendschappelijk № 612 | Brazilië                | 2 – 0 | Uruguay | Estádio Fonte Nova, Salvador Toeschouwers: 110.000 Scheidsrechter: José Torres (COL) |
| 11 oktober Vriendschappelijk № 612 | Ronaldo 17' Ronaldo 36' |       |         | Estádio Fonte Nova, Salvador Toeschouwers: 110.000 Scheidsrechter: José Torres (COL) |

## FIFA-wereldranglijst
| JAN | FEB | MAR | APR | MEI | JUN | JUL | AUG | SEP | OKT | NOV | DEC |
| --- | --- | --- | --- | --- | --- | --- | --- | --- | --- | --- | --- |
| 37  | 36  | 36  | 29  | 32  | 36  | 19  | 20  | 36  | 24  | 30  | 32  |

## Statistieken
| Fernando Álvez      | 1959-09-04 | San Lorenzo            | 7  | 0 | 0 | 39 | 0  |
| Óscar Ferro         | 1967-03-02 | Ferro Carril Oeste     | 6  | 0 | 0 | 9  | 0  |
| Claudio Arbiza      | 1967-03-03 | Olimpia Asunción       | 2  | 0 | 0 | 3  | 0  |
| Rubén Rodríguez     | 1967-10-26 | CA Cerro               | 1  | 0 | 0 | 1  | 0  |
| Leonardo Romay      | 1969-04-29 | Defensor Sporting Club | 1  | 0 | 0 | 1  | 0  |
| Verdediging         |            |                        |    |   |   |    |    |
| Gustavo Méndez      | 1971-02-03 | Vicenza Calcio         | 11 | 0 | 0 | 16 | 0  |
| Éber Moas           | 1969-03-25 | CF Monterrey           | 11 | 0 | 0 | 35 | 0  |
| José Oscar Herrera  | 1965-06-17 | Atalanta Bergamo       | 10 | 0 | 0 | 49 | 4  |
| Tabaré Silva        | 1974-08-30 | Defensor Sporting Club | 9  | 2 | 0 | 12 | 0  |
| Edgardo Adinolfi    | 1974-03-27 | Maccabi Haifa          | 6  | 5 | 1 | 12 | 1  |
| Oscar Aguirregaray  | 1959-10-25 | Peñarol                | 6  | 0 | 0 | 6  | 0  |
| Diego López         | 1974-08-22 | CA River Plate         | 5  | 2 | 0 | 8  | 0  |
| Claudio Elías       | 1974-09-23 | CA Progreso            | 4  | 0 | 0 | 4  | 0  |
| Paolo Montero       | 1971-09-03 | Atalanta Bergamo       | 4  | 0 | 0 | 9  | 0  |
| Washington Tais     | 1972-12-21 | Peñarol                | 1  | 1 | 0 | 2  | 0  |
| Rubén Alzueta       | 1968-03-25 | Danubio FC             | 1  | 0 | 0 | 1  | 0  |
| Juan Morán          | 1967-05-31 | Liverpool Montevideo   | 1  | 0 | 0 | 1  | 0  |
| Ricardo Canals      | 1970-09-26 | CA Huracán             | 0  | 1 | 0 | 4  | 0  |
| Middenveld          |            |                        |    |   |   |    |    |
| Álvaro Gutiérrez    | 1968-07-21 | Real Valladolid        | 15 | 0 | 0 | 32 | 1  |
| Gustavo Poyet       | 1967-11-15 | Real Zaragoza          | 12 | 0 | 2 | 15 | 2  |
| Pablo Bengoechea    | 1965-02-27 | Peñarol                | 9  | 1 | 3 | 29 | 5  |
| Diego Dorta         | 1971-12-31 | CA Independiente       | 9  | 1 | 0 | 21 | 0  |
| Enzo Francescoli    | 1961-11-12 | CA River Plate         | 9  | 0 | 3 | 64 | 17 |
| Raúl Otero          | 1970-01-15 | CA River Plate         | 4  | 1 | 0 | 6  | 0  |
| Nelson Abeijón      | 1973-07-21 | Club Nacional          | 3  | 8 | 1 | 12 | 1  |
| Marcelo Saralegui   | 1971-05-18 | CA Colón               | 2  | 5 | 1 | 19 | 3  |
| Marcelo Tejera      | 1973-08-06 | Defensor Sporting Club | 1  | 3 | 0 | 5  | 0  |
| Gabriel Cedrés      | 1970-03-03 | CA River Plate         | 1  | 1 | 0 | 15 | 3  |
| Hebert dos Santos   | 1974-04-03 | CA River Plate         | 1  | 0 | 0 | 1  | 0  |
| Fabián O'Neill      | 1973-10-14 | Cagliari Calcio        | 1  | 0 | 0 | 2  | 0  |
| Marco Vanzini       | 1976-04-19 | Danubio FC             | 0  | 2 | 0 | 2  | 0  |
| Marcelo Romero      | 1976-07-04 | Defensor Sporting Club | 0  | 1 | 0 | 1  | 0  |
| Yari Silvera        | 1976-02-20 | CA River Plate         | 0  | 1 | 0 | 1  | 0  |
| Diego Tito          | 1971-08-16 | Club Nacional          | 0  | 1 | 0 | 2  | 0  |
| Aanval              |            |                        |    |   |   |    |    |
| Marcelo Otero       | 1971-04-14 | Vicenza Calcio         | 10 | 2 | 5 | 13 | 5  |
| Daniel Fonseca      | 1969-09-13 | AS Roma                | 8  | 0 | 5 | 23 | 10 |
| Darío Silva         | 1972-11-02 | Cagliari Calcio        | 4  | 5 | 1 | 10 | 2  |
| Sergio Martínez     | 1969-02-15 | Boca Juniors           | 3  | 5 | 2 | 29 | 5  |
| Osvaldo Canobbio    | 1973-02-17 | Newell's Old Boys      | 3  | 3 | 2 | 7  | 2  |
| Rubén da Silva      | 1968-04-11 | Rosario Central        | 3  | 0 | 0 | 14 | 3  |
| Rubén Sosa          | 1966-04-25 | Borussia Dortmund      | 2  | 4 | 1 | 46 | 15 |
| Federico Magallanes | 1976-08-22 | Peñarol                | 1  | 1 | 0 | 2  | 0  |
| Álvaro Recoba       | 1976-03-17 | Danubio FC             | 0  | 2 | 0 | 2  | 0  |
| Juan González       | 1972-05-27 | Club Nacional          | 0  | 1 | 0 | 1  | 0  |
| Diego Seoane        | 1969-01-10 | Villarreal CF          | 0  | 1 | 0 | 1  | 0  |

AUF · A-internationals · Selecties · Bondscoaches · Uruguayaans vrouwenelftal · Olympisch elftal · Uruguay U21 · Uruguay U20 · Uruguay U19 · Uruguay U18 · Uruguay U17
1900 – 1909 ·
1910 – 1919 ·
1920 – 1929 ·
1930 – 1939 ·
1940 – 1949 ·
1950 – 1959 ·
1960 – 1969 ·
1970 – 1979 ·
1980 – 1989 ·
1990 – 1999 ·
2000 – 2009 ·
2010 – 2019 ·
2020 – 2029
WK 1930 · 
WK 1950 · 
WK 1954 · 
WK 1962 · 
WK 1966 · 
WK 1970 ·
WK 1974 · 
WK 1986 · 
WK 1990 · 
WK 2002 · 
WK 2010 · 
WK 2014 · 
WK 2018
OS 1924 · 
OS 1928 ·
OS 2012
1902 · 
1903 · 
1904 · 
1905 · 
1906 · 
1907 · 
1908 · 
1909 ·
1910 · 
1911 · 
1912 · 
1913 · 
1914 · 
1915 · 
1916 · 
1917 · 
1918 · 
1919 ·
1920 · 
1921 · 
1922 · 
1923 · 
1924 · 
1925 · 
1926 · 
1927 · 
1928 · 
1929 ·
1930 · 
1931 · 
1932 · 
1933 · 
1934 · 
1935 · 
1936 · 
1937 · 
1938 · 
1939 ·
1940 · 
1941 · 
1942 · 
1943 · 
1944 · 
1945 · 
1946 · 
1947 · 
1948 · 
1949 ·
1950 · 
1951 · 
1952 · 
1953 · 
1954 · 
1955 · 
1956 · 
1957 · 
1958 · 
1959 ·
1960 · 
1961 · 
1962 · 
1963 · 
1964 · 
1965 · 
1966 · 
1967 · 
1968 · 
1969 ·
1970 · 
1971 · 
1972 · 
1973 · 
1974 · 
1975 · 
1976 · 
1977 · 
1978 · 
1979 ·
1980 · 
1981 · 
1982 · 
1983 · 
1984 · 
1985 · 
1986 · 
1987 · 
1988 · 
1989 ·
1990 ·
1991 · 
1992 · 
1993 · 
1994 · 
1995 · 
1996 · 
1997 · 
1998 · 
1999 · 
2000 · 
2001 · 
2002 · 
2003 · 
2004 · 
2005 · 
2006 · 
2007 · 
2008 · 
2009 · 
2010 · 
2011 · 
2012 · 
2013 · 
2014 · 
2015 · 
2016 ·
2017 ·
2018 ·
2019 ·
2020 ·
2021 ·
2022 ·
2023 ·
2024
Algerije ·
Angola ·
Argentinië ·
Australië ·
België ·
Bolivia ·
Brazilië ·
Bulgarije ·
Canada ·
Chili ·
China ·
Colombia ·
Costa Rica ·
Cuba ·
DDR ·
Denemarken ·
Duitsland ·
Ecuador ·
Egypte ·
Engeland ·
Estland ·
 Finland ·
Frankrijk ·
Georgië ·
Ghana ·
Guatemala ·
Haïti ·
Honduras ·
Hongarije ·
Ierland ·
India ·
Indonesië ·
Irak ·
Iran ·
Israël ·
Italië ·
Ivoorkust ·
Jamaica ·
Japan ·
Joegoslavië ·
Jordanië ·
Libië ·
Luxemburg ·
Maleisië ·
Mexico ·
Marokko ·
Nederland ·
Nicaragua ·
Nieuw-Zeeland ·
Nigeria ·
Noord-Ierland ·
Noorwegen ·
Oekraïne ·
Oezbekistan ·
Oman ·
Oostenrijk ·
Panama ·
Paraguay ·
Peru ·
Polen ·
Portugal ·
Roemenië ·
Rusland ·
Saarland ·
Saoedi-Arabië ·
Schotland ·
Senegal ·
Servië & Montenegro ·
Singapore ·
Slovenië ·
Sovjet-Unie ·
Spanje ·
Tahiti ·
Thailand ·
Trinidad en Tobago · 
Tsjechië ·
Tsjecho-Slowakije ·
Tunesië · 
Turkije ·
Venezuela ·
Verenigde Arabische Emiraten ·
Verenigde Staten ·
Wales ·
Zuid-Afrika ·
Zuid-Korea ·
Zweden ·
Zwitserland
Argentinië (1986) ·
België (1990) ·
Brazilië (1950) · 
Colombia (2014) ·
Costa Rica (2014) ·
Denemarken (1986) ·
Denemarken (2002) ·
Duitsland (2010) ·
Egypte (2018) ·
Engeland (2014) ·
Frankrijk (2002) ·
Frankrijk (2010) ·
Frankrijk (2018) ·
Ghana (2010) ·
Italië (1990) ·
Italië (2014) ·
Mexico (2010) ·
Nederland (1974) ·
Nederland (2010) ·
Portugal (2018) ·
Rusland (2018) ·
Saoedi-Arabië (2018) ·
Schotland (1986) ·
Senegal (2002) ·
Spanje (1990) ·
West-Duitsland (1986) ·
Zuid-Afrika (2010) ·
Zuid-Korea (1990) ·
Zuid-Korea (2010)